# 伊藤秀志のGETSU▶KINラジオ三昧
伊藤秀志のGETSU▶KINラジオ三昧（いとうひでしのゲツキンラジオざんまい）は、CBCラジオで1996年4月8日から1999年4月2日まで、平日昼の時間帯で放送されていたワイドラジオ番組。

## 概要
情報を重視した娯楽・バラエティ番組。メインパーソナリティの伊藤秀志は、前番組『もぎたてのカボチャたち』の火曜パーソナリティから同じく昼ワイドの本番組へ続投。当時オウム真理教事件やいじめ問題など衝撃的で殺伐としたニュースや話題が多かった中、「純粋だった自分に戻れる」「温かい心がよみがえる」「現実に疲れている大人たちに優しさを届ける」といったことが番組作りのコンセプトで、それが狙いとされていた。リスナーターゲットは「遊び心を持った若い大人たち」で、午前の正午前のワイド番組『つボイノリオの聞けば聞くほど』からの流れを保ちながら番組を進行するということで、本番組の冒頭ではつボイノリオとのクロストークを行っていた。
放送開始時間は前番組『もぎたてのカボチャたち』より、更に1時間前倒しされて12時台もワイド番組枠に取り込むことになった。そのため12:30 - 13:00枠で放送の『0時半です松坂屋ですカトレヤミュージックです』は内包番組として放送されることとなった。

## 放送時間
| 期間                        | 放送時間                                                                                           |
| --------------------------- | -------------------------------------------------------------------------------------------------- |
| 1996年4月8日 - 1997年4月4日 | 月曜日 - 金曜日 12:00 - 15:30                                                                      |
| 1997年4月7日 - 1999年4月2日 | 月曜日 - 金曜日 12:00 - 15:2010分短縮。後続番組『レギュラー満タン!ラジオジャンクション』が10分拡大 |

## 出演者
- メインパーソナリティ：伊藤秀志
- アシスタント

| 期間      | 期間      | 月曜     | 火曜       | 水曜     | 木曜       | 金曜     |
| --------- | --------- | -------- | ---------- | -------- | ---------- | -------- |
| 1996.4.8  | 1997.3.28 | 渡辺美香 | 森麻緒     | 森麻緒   | 渡辺美香   | 渡辺美香 |
| 1997.3.31 | 1998.3.31 | 渡辺美香 | 渡辺美香   | 渡辺美香 | 森麻緒     | 森麻緒   |
| 1998.4.1  | 1999.4.2  | 水谷ミミ | 高崎やすこ | 麻生詩織 | 大木ゆみこ | 服部恭子 |

## タイムテーブル
- 12:04 - ニュース
- 12:09 - クイズ・ランチ・ショック!
- 12:27 - ニュース
- 12:30 - 0時半です松坂屋ですカトレヤミュージックです
- 13:01 - ニュース
- 13:05 - 愛知県警だより
- 13:07 - 交通情報
- 13:11 - 「悩み」買います!
- 13:20 - 東芝EMIミュージックスクランブル
- 13:30 - ニュース
- 13:32 - ラジオ噂の真相 （1997年3月まで）
- 13:47 - お便り三昧 → 13:38 三昧倶楽部
- 13:49 - 現場から東海林のり子がお伝えします！ （1997年4月〜）
- 13:54 - ラジオインフォマーシャル
- 14:00 - ニュース
- 14:03 - お天気レーダー
- 14:08 - 交通情報
- 14:13 - 秀志のQ盤伝説
- 14:18 - ラジオカルチャー三昧 （1997年3月まで）
- 14:25 - 山之内製薬 明日も元気! （1997年4月〜）
- 14:35 - 街角ステーション〜商店街ネットワーク〜
- 14:49 - 真昼のスーパー探検隊（火・金、1996年9月まで）
- 14:54 - 日本列島ほっと通信
- 15:00 - 茶の間の新聞
- 15:05 - フレッシュタイム305
- 15:15 - さわやか信州 （1997年4月からは13:32枠へ）
- 15:21 - ひでしの知ったかぶり （1997年3月まで）

（）